# Coppa Italia (hockey in-line)
La Coppa Italia è la principale coppa nazionale italiana di hockey in-line maschile. Istituita nel 1998, è disputata con cadenza annuale.
Il successo finale dà diritto di contendere la Supercoppa italiana alla squadra campione d'Italia. 

## Storia
La Coppa Italia di hockey in-line è una competizione annuale organizzata dalla Federazione Italiana Sport Rotellistici (FISR) che coinvolge le squadre più competitive del panorama nazionale. Questa manifestazione si distingue per il suo formato ad eliminazione diretta. Introdotta alla fine degli anni '90, la Coppa Italia ha visto crescere progressivamente la partecipazione delle squadre, riflettendo l'espansione dell'hockey in-line nel paese. Nel corso degli anni, la competizione ha acquisito prestigio, diventando un obiettivo ambito per le formazioni italiane.
La Coppa Italia rappresenta non solo un trofeo ambito, ma anche un'opportunità per le squadre di misurarsi in un contesto ad alta pressione, affinando la loro preparazione in vista dei campionati nazionali. Per i giovani atleti, è un'occasione per emergere e attirare l'attenzione degli scout e delle selezioni nazionali.

## Albo d'oro
| Stagione        | Data                   | Vincitore (numero vittorie) | Finalista perdente     | Risultato              | Sede della finale/i    |                        |
| --------------- | ---------------------- | --------------------------- | ---------------------- | ---------------------- | ---------------------- | ---------------------- |
| 1998-1999 (1ª)  |                        | Milano 24 (1º)              | Avalanche Bolzano      | 4-2                    | Spinea                 |                        |
| 1999-2000       | Edizione non disputata | Edizione non disputata      | Edizione non disputata | Edizione non disputata | Edizione non disputata | Edizione non disputata |
| 2000-2001 (2ª)  |                        | Polet Trieste (1º)          | Draghi Torino          | 6-5                    |                        |                        |
| 2001-2002 (3ª)  | 9 dicembre             | Polet Trieste (2º)          | New Trefor Milano      | 5-0                    | Follonica              |                        |
| 2002-2003 (4ª)  | 15 dicembre            | Asiago Vipers (1º)          | Polet Trieste          | 6-4                    | Arezzo                 |                        |
| 2003-2004 (5ª)  | 8 dicembre             | Lions Arezzo (1º)           | Asiago Vipers          | 5-3                    | Vercelli               |                        |
| 2004-2005 (6ª)  | 6 gennaio              | Milano 17 RAMS (1º)         | Asiago Vipers          | 4-2                    | Biassono               |                        |
| 2005-2006 (7ª)  | 5 gennaio              | Ghosts Padova (1º)          | Milano 17 RAMS         | 10-2                   | Viareggio              |                        |
| 2006-2007 (8ª)  | 6 gennaio              | Asiago Vipers (2º)          | Edera Trieste          | 5-4                    | Bassano del Grappa     |                        |
| 2007-2008 (9ª)  |                        | Asiago Vipers (3º)          | Edera Trieste          | 3-2                    |                        |                        |
| 2008-2009 (10ª) | 18 novembre            | Asiago Vipers (4º)          | Diavoli Vicenza        | 5-4                    | Vicenza                |                        |
| 2008-2009 (10ª) | 9 dicembre             | Asiago Vipers (4º)          | Diavoli Vicenza        | 6-2                    | Asiago                 |                        |
| 2009-2010 (11ª) | 17 novembre            | Asiago Vipers (5º)          | Edera Trieste          | 5-3                    | Trieste                |                        |
| 2009-2010 (11ª) | 8 dicembre             | Asiago Vipers (5º)          | Edera Trieste          | 7-4                    | Asiago                 |                        |
| 2010-2011 (12ª) | 2 novembre             | Pirati Civitavecchia (1º)   | Milano Quanta          | 6-2                    | Civitavecchia          |                        |
| 2010-2011 (12ª) | 30 novembre            | Pirati Civitavecchia (1º)   | Milano Quanta          | 7-4                    | Milano                 |                        |
| 2011-2012 (13ª) | 1º novembre            | Edera Trieste (1º)          | Asiago Vipers          | 12-2                   | Trieste                |                        |
| 2011-2012 (13ª) | 6 dicembre             | Edera Trieste (1º)          | Asiago Vipers          | 6-2                    | Cittadella             |                        |
| 2012-2013 (14ª) | 2 febbraio             | Milano Quanta (2º)          | Cittadella             | 8-6                    | Milano                 |                        |
| 2013-2014 (15ª) | 2 febbraio             | Milano Quanta (3º)          | Monleale               | 7-2                    | Padova                 |                        |
| 2014-2015 (16ª) | 1º febbraio            | Milano Quanta (4º)          | Cittadella             | 5-1                    | Riccione               |                        |
| 2015-2016 (17ª) | 7 febbraio             | Milano Quanta (5º)          | CUS Verona             | 7-3                    | Cittadella             |                        |
| 2016-2017 (18ª) | 12 febbraio            | Milano Quanta (6º)          | Cittadella             | 5-0                    | Cittadella             |                        |
| 2017-2018 (19ª) | 25 febbraio            | Milano Quanta (7º)          | Cittadella             | 8-0                    | Milano                 |                        |
| 2018-2019 (20ª) | 3 marzo                | Diavoli Vicenza (1º)        | Milano Quanta          | 3-1                    | Vicenza                |                        |
| 2019-2020 (21ª) | Edizione non assegnata | Edizione non assegnata      | Edizione non assegnata | Edizione non assegnata | Edizione non assegnata | Edizione non assegnata |
| 2020-2021 (22ª) | 6 giugno               | Diavoli Vicenza (2º)        | Milano Quanta          | 4-3                    | Forlì                  |                        |
| 2021-2022 (23ª) | 13 marzo               | Milano Quanta (8º)          | Diavoli Vicenza        | 3-0                    | Padova                 |                        |
| 2022-2023 (24ª) | 12 febraio             | Milano (9º)                 | Diavoli Vicenza        | 4-3                    | Vicenza                |                        |
| 2023-2024 (25ª) | 11 febbraio            | Asiago Vipers (6º)          | Milano                 | 4-3                    | Padova                 |                        |
| 2024-2025 (26ª) | 2 marzo                | Vicenza (1º)                | Milano                 | 5-3                    | Cittadella             |                        |

## Edizioni vinte e secondi posti per squadra
| Squadra              | Vittorie | Secondi posti | Anni vittorie                                        | Anni secondi posti           |
| -------------------- | -------- | ------------- | ---------------------------------------------------- | ---------------------------- |
| Milano               | 9        | 5             | 1999, 2013, 2014, 2015, 2016, 2017, 2018, 2022, 2023 | 2011, 2019, 2021, 2024, 2025 |
| Asiago Vipers        | 6        | 3             | 2003, 2007, 2008, 2009, 2010, 2024                   | 2004, 2005, 2012             |
| Diavoli Vicenza      | 2        | 3             | 2019, 2021                                           | 2009, 2022, 2023             |
| Polet Trieste        | 2        | 1             | 2001, 2002                                           | 2003                         |
| Edera Trieste        | 1        | 3             | 2012                                                 | 2007, 2008, 2010             |
| Milano 17 RAMS       | 1        | 1             | 2005                                                 | 2006                         |
| Lions Arezzo         | 1        | 0             | 2004                                                 |                              |
| Ghosts Padova        | 1        | 0             | 2006                                                 |                              |
| Pirati Civitavecchia | 1        | 0             | 2011                                                 |                              |
| Vicenza              | 1        | 0             | 2025                                                 |                              |
| Cittadella           | 0        | 4             |                                                      | 2013, 2015, 2017, 2018       |
| Avalanche Bolzano    | 0        | 1             |                                                      | 1999                         |
| Draghi Torino        | 0        | 1             |                                                      | 2001                         |
| New Trefor Milano    | 0        | 1             |                                                      | 2002                         |
| Monleale             | 0        | 1             |                                                      | 2014                         |
| CUS Verona           | 0        | 1             |                                                      | 2016                         |

### Riepilogo vittorie per regione
| Regione               | Titoli | Squadre vincenti                                                       |
| --------------------- | ------ | ---------------------------------------------------------------------- |
| Lombardia             | 10     | Milano (9), Milano 17 RAMS (1)                                         |
| Veneto                | 10     | Asiago Vipers (6), Diavoli Vicenza (2), Ghosts Padova (1), Vicenza (1) |
| Friuli-Venezia Giulia | 3      | Polet Trieste (2), Edera Trieste (1)                                   |
| Toscana               | 1      | Lions Arezzo (1)                                                       |
| Lazio                 | 1      | Pirati Civitavecchia (1)                                               |